# Gloria Rodríguez Sánchez
Gloria Rodríguez Sánchez (Torre-Pacheco, 6 de marzo de 1992) es una ciclista profesional española especialista en pista aunque desde 2017 se dedica casi exclusivamente al ciclismo en ruta. Debido a sus resultados en la carretera -2.ª en el Campeonato de España Contrarreloj y 4.ª en el Campeonato de España en Ruta 2016- fue la última incorporación del Movistar femenino en el año de la creación del equipo en 2018.

## Trayectoria deportiva
Antes de debutar como profesional ganó en categoría júnior el Campeonato de España Contrarreloj y en Ruta 2009 y tercera y segunda respectivamente en esas pruebas en 2010. Sin embargo, orientó su carrera al ciclismo en pista siendo una de las habituales de la selección española en las carreras de fondo. Fue 10.ª en la prueba Persecución por Equipos de los Campeonatos Europeos de Pista en 2010 y 2011.
En 2012 debutó como profesional con el Bizkaia-Durango. Sin embargo, unas temporadas irregulares abandonando la mayoría de pruebas internacionales produjeron que no renovase su contrato. En 2014 disputó algunas carreras internacionales de ciclismo en ruta con la selección española siendo seleccionada para el Campeonato Europeo sub-23. De nuevo volvió al profesionalismo de la mano del BZK Emakumeen Bira en 2015 y debido a que acabó con solvencia muchas pruebas internacionales y ganó carreras nacionales amateurs de ciclismo en ruta fichó por el Lointek en 2016 -donde consiguió ser campeona de España Persecución, 2.ª en el Campeonato de España Contrarreloj y 4.ª en el Campeonato de España en Ruta 2016-. En 2018 fue el último fichaje del Movistar femenino. De esta forma se convirtió en la única ciclista española que ha corrido en todos los equipos españoles UCI Team Femenino, en teoría profesionales, de la década de los años 2010.

## Palmarés

### Pista
2011 (como amateur)
- 3.ª en el Campeonato de España Persecución
- 3.ª en el Campeonato de España Scratch

2012
- 2.ª en el Campeonato de España Persecución

2015
- 3.ª en el Campeonato de España Persecución

2016
- 1.ª en el Campeonato de España Persecución
- 2.ª en el Campeonato de España Persecución por Equipos (haciendo equipo con Cecilia Sopeña, Maria Pilar Nuñez e Irene Méndez)
- 2.ª en el Campeonato de España Puntuación

2018
- 1.ª en el Campeonato de España Persecución

### Carretera
2016
- 2.ª en el Campeonato de España Contrarreloj

2018
- 2.ª en el Campeonato de España en Ruta

2019
- 3.ª en el Campeonato de España Contrarreloj

## Resultados en Grandes Vueltas y Campeonatos del Mundo
Durante su carrera deportiva ha conseguido los siguientes puestos en las Grandes Vueltas femeninas y en los Campeonatos del Mundo en carretera:
| Carrera              | Carrera              | 2012 | 2013 | 2014 | 2015 | 2016  | 2017 | 2018  | 2019 | 2020 | 2021 | 2022 | 2023 |
| -------------------- | -------------------- | ---- | ---- | ---- | ---- | ----- | ---- | ----- | ---- | ---- | ---- | ---- | ---- |
|                      | Giro de Italia       | —    | —    | —    | —    | 106.ª | —    | 112.ª | Ab.  | 79.ª | —    | —    | —    |
|                      | Tour de l'Aude       | X    | X    | X    | X    | X     | X    | X     | X    | X    | X    | X    | X    |
|                      | Tour de Francia      | X    | X    | X    | X    | X     | X    | X     | X    | X    | X    | —    | —    |
| Mundial en Ruta      | Mundial en Ruta      | —    | —    | —    | —    | —     | —    | —     | —    | Ab.  | —    | —    | —    |
| Mundial Contrarreloj | Mundial Contrarreloj | —    | —    | —    | —    | —     | —    | —     | 39.ª | —    | —    | —    | —    |

—: no participa
Ab.: abandono

X: ediciones no celebradas

## Equipos
- Bizkaia-Durango (2012-2013)
- BZK Emakumeen Bira (2015)
- Lointek (2016-2017)
- Movistar Team (2018-2022)